# 惠州七女湖起义
惠州七女湖起義发生于清光緒三十三年（1907年），孫中山派人到廣東惠州七女湖（今惠州市惠城區汝湖鎮）發動起義，以响应黄岡起義。

## 經過

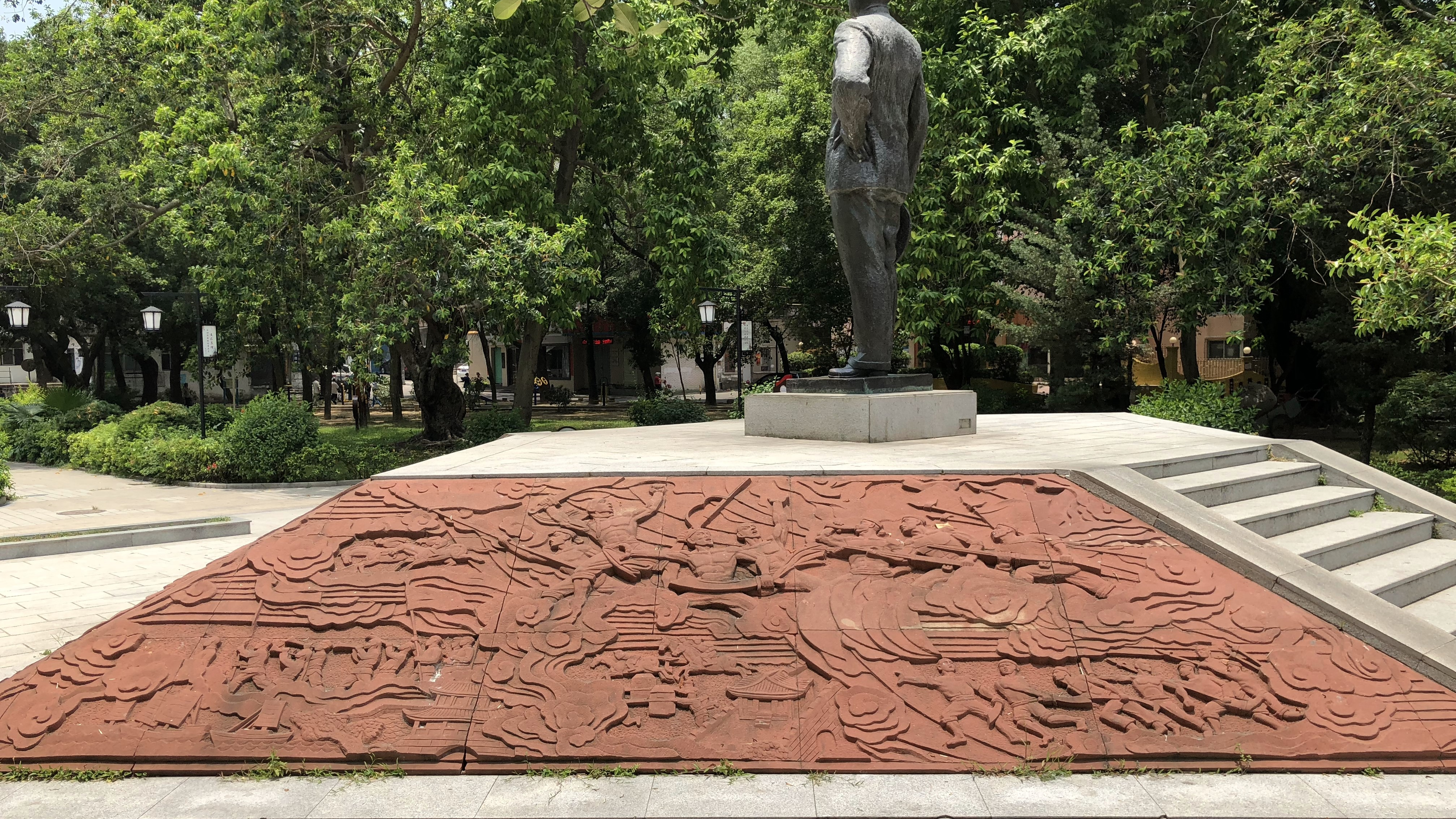
七女湖起义浮雕，位于惠州中山公园内中山雕像的基座上

1906年，孙中山派同盟会员邓子瑜由新加坡回国，策动惠州起义，以与潮州黄冈起义相呼应。邓回惠州后，即联络三合会，进行军事布置，计划于归善、博罗、龙门等地同时起事。
1907年5月，黄冈革命军猝起，惠州方面军事布置尚未就绪。邓子瑜闻讯，立派陈纯、林旺、孙稳等集合部分会党，于1907年6月2日在惠州府归善县七女湖（今汝湖）仓促举义，夺取清军防营枪械，击毙巡勇及水师哨弁多人。6月5日，起义军进攻泰尾，清军闻风溃逃，起义军乘胜连克三连、杨村等地。6月7日，起义军攻占柏塘，将清军枪械全部缴获。旋分攻公庄、八子爷等地。“各乡会党纷纷来会，声势大震”。歸善、博羅、龍門各地纷起嚮應，隊伍增至200餘人。
时清军聚集在潮州黄冈一带，惠州兵力空虚，起义军二百余人得以转战水口、横沥、三径、蔗浦等地，所向克捷。6月12日，林旺率义军五十人，在八子爷伏击清军管带洪兆麟部，击毙洪兆麟以下大部官兵。两广总督周馥电饬水师提督李准部由黄冈从海路驰援惠州；又令新会右营守备钟子才率所部巡防营从陆路进援惠州。李部由汕头至澳头登陆。起义军声东击西，坚持战斗十余日，使清军疲于奔命。
后因黄冈起义军已经失败，惠州孤立无援，只得在梁化墟附近掩埋枪械，宣布解散，大部分人退入羅浮山山區。
其後，鄧子瑜被香港華民政務司勒令離境，陳純逃亡香港，再轉赴南洋，孫隱則於1909年被清政府廣東當局殺害。

## 紀念
惠州市政府，在七女湖起義舊址，今惠城區汝湖鎮政府附近的上廟，樹立「七女湖起義舊址」紀念碑，背面刻有七女湖起義經過。